# 水田伸生
水田 伸生（みずた のぶお、1958年8月20日 - ）は、テレビドラマ演出家、映画監督。元日本テレビ放送網執行役員情報・制作局専門局長、元日テレアックスオン執行役員。

## 来歴
広島県広島市南区出身。広島市立舟入高等学校（28期生）時代はバレーボール部で全国大会にも出場した。原田真二は高校の同級生。日本大学芸術学部演劇学科卒業後、1981年に日本テレビに入社した。入社後はテレビドラマの制作に携わる。『池中玄太80キロ』等の助監督を経て、明石家さんまと組んだ『恋も2度目なら』（1995年）、『恋のバカンス』（1997年）、『甘い生活。』（1999年）のチーフ演出等で注目を集め、『奇跡のロマンス』（1996年）、『お熱いのがお好き?』（1998年）等、主にホームコメディを得意とした。また多くの作品を演出と同時にプロデューサーも兼務、舞台演出等も手がけるなどして、「日本テレビのエースディレクター」の座についた。また、明石家さんまの舞台演出も手掛ける。一時期、バラエティ番組の制作にも携わっていた。
その後、映画事業部に異動し、映画のプロデュースとテレビドラマの演出を並行して手がけ、2006年に『花田少年史 幽霊と秘密のトンネル』で映画監督デビュー。
2000年代に入り、急増したテレビディレクター出身で映画とドラマを往来する監督の一人だが、民放キー局の社員という立場で映画を撮り続ける環境にあるディレクターを多くはない。なおかつ、テレビドラマの劇場版ではなく、映画オリジナル企画を順調に撮り続ける水田の存在は希少である。堅実さゆえの作家性の乏しさを指摘する評価もあるが、集団劇のホームコメディと、そこに加えられる人間観察力を評価する向きもある。
2010年、『Mother』で第65回ザテレビジョンドラマアカデミー賞監督賞を受賞した。
2014年6月1日付で日本テレビ放送網制作局専門局長。以前は、コンテンツ事業局映画事業部チーフディレクター（演出家・映画監督）兼プロデューサー→制作局専門局次長兼シニア・チーフ・クリエイターだった。
2014年、『Woman』の演出により第64回芸術選奨文部科学大臣賞放送部門を受賞。
2016年6月1日付で日本テレビ放送網執行役員・制作局専門局長。
2018年6月1日付で日本テレビ放送網執行役員・情報・制作局専門局長に改称。
2019年12月1日付で日テレアックスオン執行役員。
2024年10月、日本テレビを退社し、アミューズに所属。
最近は俳優を対象に演技のワークショップを有料で行なっている。

## 主な作品

### 映画
特記のないものは監督担当。
- いらっしゃいませ、患者さま。（2005年） - プロデューサー
- MAKOTO（2005年） - プロデューサー
- 花田少年史 幽霊と秘密のトンネル（2006年）
- 舞妓Haaaan!!!（2007年）
- 252 生存者あり（2008年）
- なくもんか（2009年）
- 綱引いちゃった!（2012年）
- 謝罪の王様（2013年）
- あやしい彼女（2016年）
- アイ・アム まきもと（2022年）[6]
- ゆとりですがなにか インターナショナル（2023年）[7]
- おまえの罪を自白しろ（2023年）[8]

### テレビドラマ
特記のないものは演出担当。
- 池中玄太80キロ第二期（1981年）
- 妻たちの課外授業II（1987年）
- 風少女（1988年）
- 火曜サスペンス劇場
  - ズームイン!!朝！殺人事件（1988年） - プロデューサー
  - ベビーシッター殺人事件（1990年） - プロデューサー
  - 明日を待つ女（1990年） - プロデューサー
  - 名無しの探偵 第7話「愛の幻影」（1990年） - プロデューサー
- 素敵にダマして!（1992年） - プロデューサー
- 遠山金志郎美容室（1994年）
- ザ・ワイドショー（1994年） - プロデューサー
- 恋も2度目なら（1995年）
  - 恋も2度目ならスペシャル（1995年）
- 終らない夏（1995年）
- 奇跡のロマンス（1996年）
- チョベリバ!（1996年）
- 恋のバカンス（1997年）
  - 恋のバカンススペシャル（1997年）
- 星に願いを（1998年）
- お熱いのがお好き?（1998年）
- 甘い生活。（1999年）
- 東京らぶ（2000年）
- バカヤロー!2000 ニッポン人の怒りが爆発する!（2000年）
- 向井荒太の動物日記 〜愛犬ロシナンテの災難〜（2001年）
- レッツ・ゴー!永田町（2001年） - プロデューサー
- サイコドクター（2002年）
- ぼくの魔法使い（2003年）
- 冬の運動会（2004年、放送文化基金賞を受賞）
- 252 生存者あり episode.ZERO（2008年）
- Mother（2010年）
- さよならぼくたちのようちえん（2011年）
- トッカン -特別国税徴収官-（2012年）
- Woman（2013年）
- モザイクジャパン（2014年）
- はなちゃんのみそ汁（2014年）
- Dr.倫太郎（2015年）
- ゆとりですがなにか（2016年）
  - ゆとりですがなにか 純米吟醸純情編（2017年）
- 先に生まれただけの僕（2017年）
- anone（2018年）
- 獣になれない私たち（2018年）
- JOKE〜2022パニック配信!（2020年）
- 初恋の悪魔（2022年）

### Web・配信ドラマ
- 山岸ですがなにか（2017年7月、Hulu） - プロデューサー
- ドンケツ（2025年4月〈予定〉、DMM TV） - 監督

### 舞台
- ありがとうサボテン先生
- 七人ぐらいの兵士
- JOKER
- 小鹿物語
- ワルシャワの鼻
- PRESS～プレス～
- ライフ・イン・ザ・シアター（2025年）

### バラエティ番組
- スーパージョッキー（演出補）
- クイズ世界はSHOW by ショーバイ!!（ディレクター）
- マジカル頭脳パワー!!（マジカルミステリー劇場演出）

### PV
- いきものがかり：「なくもんか」

## 受賞歴
1997年
- 第12回ザテレビジョンドラマアカデミー賞[9] タイトルバック賞（『恋のバカンス』）

## 関連文献
- 水田 伸生 | アミューズWEBサイト
- “細田知美のMerciインタビュー『映像に、社会の矛盾を伝え続ける強い想い』／演出・監督 水田伸生氏”. DIGITAL BOARD.   電通 (2014年7月7日). 2016年5月1日閲覧。